# 1867年憲法法令第2條

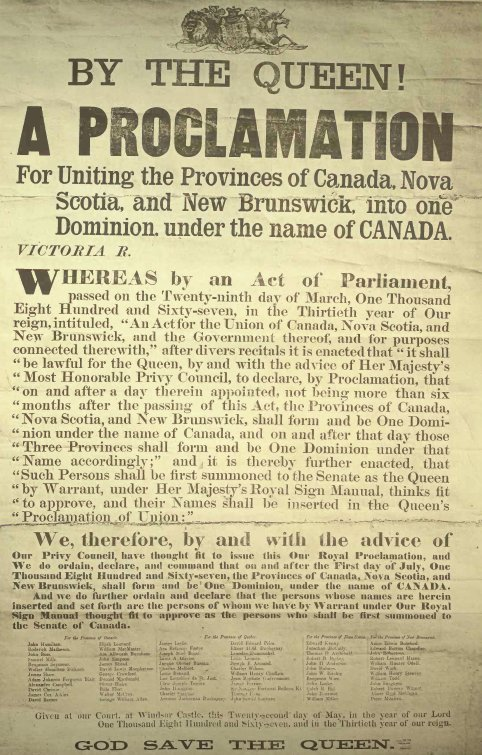
《1867年憲法法令》於1867年7月1日獲公布生效。

《1867年憲法法令》第2條是加拿大憲法中有關加拿大君主的已廢除條文。它為《1867年憲法法令》界定了「女皇陛下」（Her Majesty the Queen）一詞。
《1867年憲法法令》是加拿大建國的憲制法規，初名為《1867年英屬北美法令》。儘管自1867年以來經過多次修訂，該法令仍然是加拿大憲法的基礎性法規，現被認為是加拿大最高法律的一部分。

## 1867年憲法法令
《1867年憲法法令》是加拿大憲法的一部分，因此也是加拿大最高法律的一部分。它是1860年代英屬北美各省政府廣泛談判的產物。該法令列明了加拿大的憲制框架，包括聯邦政府的結構以及聯邦政府及各省的權力。最初於1867年由英國國會以《1867年英屬北美法令》之名制定。1982年，該法令因加拿大憲法本國化而移交予加拿大，並更名為《1867年憲法法令》。自憲法本國化以來，該法令只能根據《1982年憲法法令》中列明的修訂程序在加拿大修訂。

## 第2條條文
第2條最初制定時條文如下：
Application of Provisions referring to the Queen
2. The Provisions of this Act referring to Her Majesty the Queen extend also to the Heirs and Successors of Her Majesty, Kings and Queens of the United Kingdom of Great Britain and Ireland.

提述女皇的條文的適用範圍
2. 本法令提述女皇陛下的條文亦引伸適用於女皇陛下的世襲繼承人及其他繼承人，即大不列顛及愛爾蘭聯合王國的國君。
第2條位於《1867年憲法法令》第I部，涉及初步事項。

## 廢除
1893年，英國國會在《1893年成文法編正法令》中廢除了《1867年憲法法令》第2條。《1893年成文法編正法令》廢除了英國法規中的過時條文，這些條文前已不再有效。第2條的廢除可能是因為英國國會制定了一項新的《釋義法令》，並在該法令中對法例中提述的君主訂立了一般條文，從此其他法例無需再另外訂立條文。

## 目的及釋義
第2條定義了《1867年憲法法令》中使用的「女皇陛下」（Her Majesty the Queen）一詞。儘管第2條已廢除，法庭仍裁定，《1867年憲法法令》弁言及第9條中對英國君主的提述，已確立英國君主即加拿大君主之原則。